# Mendes Júnior

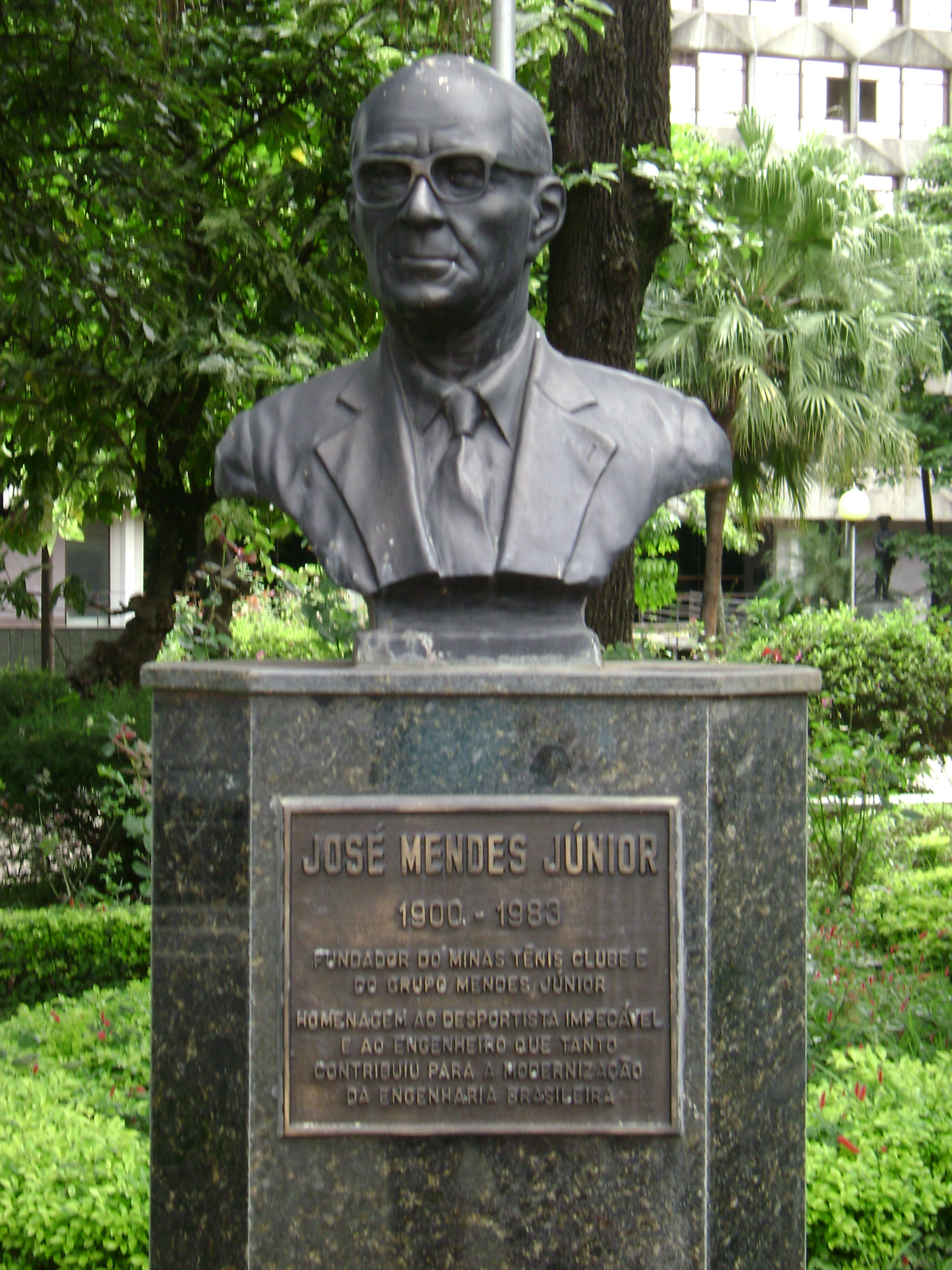
Estátua de Mendes Júnior, fundador do grupo empresarial de mesmo nome.

A Mendes Júnior Trading e Engenharia (B3: MEND3, MEND5, MEND6) é uma empresa brasileira, fundada em Belo Horizonte, Minas Gerais, no ano de 1953, atuando no mercado de construção pesada no Brasil e no exterior, desenvolvendo projetos nos segmentos: dutos, edificações, eletromecânica, energia, hidrelétricas, indústrias, infra-estrutura, manutenção industrial, petróleo e gás – "onshore", plataformas "offshore", transportes/construções viárias, portos e aeroportos.
É certificada pela ISO 9001 (2008) - Qualidade, ISO14001 (2004) - Gestão ambiental, OHSAS18001 (2007) - Segurança e Saúde Ocupacional e  SA8000 - (2008) Responsabilidade Social.
Em 28 de abril de 2016, a Controladoria-Geral da União (CGU) declarou a construtora Mendes Júnior inidônea para contratar com a administração pública. A construtora está proibida de celebrar novos contratos públicos por, pelo menos, dois anos. Essa foi a primeira penalidade aplicada pela CGU a uma das empresas envolvidas na Operação Lava Jato, que investiga casos de corrupção.

## Grandes obras

### Hidrelétricas
- Hidrelétrica de Cachoeira Dourada
- Hidrelétrica do Funil
- Hidrelétrica de Furnas
- Hidrelétrica de Itaipu
- Hidrelétrica de Itaparica
- Hidrelétrica de Itumbiara
- Hidrelétrica de Manso
- Hidrelétrica de Marimbondo
- Hidrelétrica de Moxotó
- Hidrelétrica de Palmar
- Hidrelétrica de Playas
- Hidrelétrica de TSQ-1
- Hidrelétrica de Taquaruçu
- Hidrelétrica de Xingó
- Hidrelétrica Boa Esperança

### Plataformas Off-Shore
- Plataforma de Pampo
- Plataforma de Ubarana
- Plataforma de Camorim
- Plataforma de Pargo
- Plataforma de Carapeba
- Plataforma Cherne 2
- Plataforma Namorado 1
- Plataforma Namorado 2
- Plataforma Cherne 1

### Portos e Aeroportos
- Aeroporto Internacional Tancredo Neves
- Aeroporto Nema
- Aeroporto de Concepción
- Porto de Macapá
- Porto de Maceió
- Porto de Natal
- Porto de Paranaguá
- Porto de Recife
- Porto de Santos
- Porto de Tubarão
- Terminal Marítimo de Ponta Ubu
- Terminal Portuário de Barcarena (Vila do Conde)

### Eletromecânica
- Alunorte - Expansão II
- Fábrica de Oxigênio White Martins
- Mineração de Carajás
- Montagem Eletromecânica Unidade da Ripasa
- Montagem Eletromecânica de Los Pelambres
- Montagem Eletromecânica do projeto expansão III da Rio Paracatu Mineração - RPM
- Unidade Industrial Ripasa
- Usina Hidrelétrica de Taquaruçu
- Usina Hidrelétrica de Xingó
- Usina José Mendes Júnior - Juiz de Fora - MG

### Indústrias
- Alunorte - Expansão II
- Fábrica da Aracruz Celulose
- Fábrica da Gessy-Lever
- Fábrica da Lacta
- Fábrica da Latasa
- Fábrica de Cimento de Tocantins
- Siderúrgica Mendes Júnior Atual ArcelorMittal Juiz de Fora

### Infra-estrutura
- Adutora da Mooca
- Aproveit. Hidroagrícola Platôs de Guadalupe
- Barragem do Sistema Rio Manso
- Barragem do Sistema Serra Azul
- Calha do Tietê
- Canalização do Ribeirão Arrudas
- Estação de Tratamento de Água Potável
- Expansão da Estação de Tratamento Guaraú
- Obras de Saneamento de Tegucigalpa
- Urbanização da Av. Roberto Marinho

### Petróleo e Gás - Onshore
- Refinaria Alberto Pasqualini - REFAP
- Refinaria de Duque de Caxias - REDUC
- Refinaria Gabriel Passos - REGAP
- Refinaria Landulpho Alves - RELAN
- Refinaria de Paulínia - REPLAN
- Unidade de Processamento de Gás Natural (AL)

### Edificações
- Arena Cuiabá - Mato Grosso
- Memorial da América Latina- SP
- Sambódromo - Rio de Janeiro
- SESC-SP - Unidade Pinheiros
- SESC-SP - Unidade Belém

### Transportes
- Ponte Rio-Niterói
- Rodovia Nouakchott - Nema, Mauritânia
- Rodovia Expressway nº 1, Iraque
- Ferrovia Bagdá - Alcaim - Akashat, Iraque
- Ferrovia do Aço - MG
- Sistema Viário de São Paulo
- Sistema Urbano Avenida Roberto Marinho - SP
- Trem Metropolitano de Belo Horizonte
- Rodovia Anhangüera – Bandeirantes - SP
- Metrô - SP Linha 3 Vermelha - Terminal Intermodal da Barra Funda
- Metrô - SP Linha 1 Azul - Estação Jardim São Paulo
- VLT de Campinas
- Aeroporto de Concepcíon, Chile
- Metrô de Santiago, Chile
- Metrô - SP Linha 2 Verde
- V.L.P Paulistão-SP
- Rodoanel - SP consórcio OAS/Mendes